# Vibrafon
Vibrafon je glazbeni instrument koji koristi palice ili maljice za proizvodnju zvuka, a dolazi iz porodice udaraljki. Prvi puta pod imenom vibrafon pojavljuje se 1921. godine u Sjedinjenim Državama.
Vibrafon se sastoji od metalnih (aluminij) pločica, a ispod njih se nalaze cijevi različitih dužina koje proizvode vibrirajući zvuk. Vibrafon također ima i pedalu, koja se koristi slično kao i kod glasovira. Vibrafon je solističko glazbalo. Najčešće se pojavljuje u jazz glazbi kao primarno glazbalo ali također i u simfonijskim i zabavnim orkestrima kao sastavni dio udaračke sekcije.  Skladbe za vibrafon se pišu u g-ključu i ima raspon od tri oktave: od f do f.

## Povijest glazbala
Vibrafon je vrlo stari instrument koji porijeklo vuče s otoka Jave i Balija. Tvrtka Leedy Manufacturing iz Sjedinjenih Država prvi puta glazbalo pod imenom 'vibrafon' prodaje 1921. godine. Međutim taj se instrument značajno razlikovao od ovog današnjeg koji je poznat pod tim imenom. The Leedy vibrafon postiže stupanj popularnosti nakon što ga u skladbama "Aloha 'Oe" i "Gypsy Love Song" koristi Louis Frank Chiha ("Signor Frisco")

## Dijelovi vibrafona
Vibrafon se sastoji od metalnog okvira iznad kojeg su dvije drvene letve na kojima se nalazi niz od šest do petnaest pločica od mekog metala (aluminij). Pločice su postavljene na postolje (saron) iznad rezonatora od cijevi. Cijevi su okomito obješene ispod pločica i sadrže male lopatice koje se okreću pomoću električnog motora učvršćenom na desnoj strani metalnog okvira. Ispod pločica nalazi se prigušivač zvuka, na kojem se nalazi poluga koja se pokreće pedalom. Kada je pedala u gornjem položaju, poluga se diže i ton je prigušen i prilično je kratak. Pop pločicama se udara palicama koje mogu biti različite veličine, a najčešće imaju glavu presvučenu vunom. Da bi se odsvirao čitavi akord, u isto vrijeme se koriste dvije, tri ili čak četiri palice.

## Tehnika sviranja
Svjetski vibrafonisti u grubo se mogu podijeliti u dvije skupine, oni koji sviraju s dvije palice i oni s četiri, dok u stvarnosti takva podjela i nije slučaj. Mnogi svirači biraju između dvije, tri i četiri palice, što ovisi o glazbenom zahtjevu i njezinoj situaciji.
Određenim brojem palica prilikom izvođenja glazbe dobivaju se različiti zvukovi i stilovi. U novije doba te razlike nisu toliko opsežne kao što su bile kada je Gary Burton prvi puta predstavio svijetu stil s četiri palice ali još uvijek postoje u velikoj mjeri.

## Vibrafon u klasičnoj glazbi i filmu

### Klasika
- Alban Berg: Lulu
- Harrison Birtwistle: Endless Parade (solo na trubi, žičani instrumenti i vibrafon)
- Pierre Boulez: Le marteau sans maître, Pli selon Pli
- Benjamin Britten: Spring Symphony (solo akordi, tremolo, uvod u svaku strofu)
- Mockingbird Chamber Ensemble[3] (Bach, Haydn, Corelli, Chopin, Dohnanyi, Satie, Telemann, Handel)
- Morton Feldman: Rothko Chapel
- Olivier Messiaen: Turangalîla Symphony
- Olivier Messiaen: Saint-François d'Assise (Saint Francis of Assisi)
- Olivier Messiaen: Trois petites Liturgies de la Présence Divine (Tri male liturgije od Princeze Divine)
- Olivier Messiaen: La Transfiguration de Notre-Seigneur Jésus-Christ (The Transfiguration of Our Lord Jesus Christ), piano solo, solo na violončelu, solo na flauti, solo na klarinetu, solo na xylorimbi, solo na vibrafonu, veliki orkestar (1965. – 69.)
- Lior Navok: Quintet for Vibraphone and String Quartet,[4]
- Michael Torke: "Saxophone Concerto"
- Dmitri Shostakovich: 14. i 15. simfonija
- Igor Stravinski: Requiem Canticles
- Philippe Manoury: Solo na vibrafonu u Le Livre de claviers (Vibrafon)

### Film
- Leonard Bernstein: West Side Story
- Pink Floyd: glazba za film More.
- Benoît Charest: glazba za film Les Triplettes de Belleville (The Triplets of Belleville)
- Bernard Herrmann: glazba za film Vertigo
- Yann Tiersen: glazba za film Le fabuleux Destin d'Amélie Poulain
- John Williams: glazba za film Uhvati me ako možeš
- Franck Barcellini/Alain Romans/Norbert Glanzberg: glazba za film Mon Oncle

### Teme za videoigre
- Glazbena tema u videoigri Halo 3 (jedan završni nivo): Martin O'Donnell

### Televizijske teme
- Glazbena tema za seriju Frasier (Tossed Salad i Scrambled Eggs)
- Glazbena tema za seriju Sex and the City
- Glazbena tema za seriju Rugrats

## Vibrafon u popularnoj glazbi
- Teriyaki Boyz - "Tokyo Drift" producent "Pharell Williams"
- The Beatles - "Baby You're a Rich Man" s albuma Magical Mystery Tour
- Eric Burdon & The Animals - "A Girl Named Sandoz", kasnije izvodi sastav The Smashing Pumpkins
- Madonna - "Give It 2 Me" producent "Pharell Williams"
- Jonny Greenwood - "No Suprises" s albuma OK Computer
- The Beach Boys - Na mnogim snimkama, uključujući "Summer Means New Love" i "Let's Go Away For Awhile"
- Captain Beefheart - "Dropout Boogie" s albuma Safe As Milk
- Dire Straits - "Love Over Gold" s isto imenog albuma, zajedno s Mikeom Mainieriem na vibrafonu.
- Frank Zappa - Freak Out!
- Kaleidafunk - Dr BArrystein's Jam Cabin?!
- k.d. lang - Ingenue
- Nick Drake - "Saturday Sun" s albuma Five Leaves Left zajedno s Tristanom Fryom na vibrafonu.
- Pink Floyd - "See-saw" (s albuma A Saucerful of Secrets)
- Sufjan Stevens - album Illinois na mnogim skladbama uključujući i "Chicago"
- Van Morrison - Astral Weeks
- The Supremes - I Hear a Symphony i još mnogo skladbi.
- The Zombies - "Goin' Out of My Head"
- Frankie Valli - Can't Take My Eyes Off You
- Steely Dan-"Razor Boy" s albuma Countdown to Ecstasy
- Edwyn Collins - "A Girl Like You" zajedno s bubnjarom sastava Sex Pistols, Paulom Cookom na vibrafonu.
- The Righteous Brothers - "You've Lost That Lovin' Feelin'"
- Sublime - Doin' Time
- Linkin Park - "In Pieces"
- The New Standards - Istoimeni album
- Tortoise - "Glass Museum"
- The Cure - "Just like Heaven"
- Natalie Merchant - "Tigerlily"
- AFI - "Prelude 12/21" s albuma Decemberunderground
- The Bonzo Dog Doo-Dah Band - "The Intro and the Outro"

## Vibrafon u jazz glazbi
- Boško Petrović - hrvatski vibrafonist
- Gary Burton - suradnji s Chickom Coreom na albumu Crystal Silence
- Bobby Hutcherson - sve skladbe s albuma Idle Moments od Granta Greena i Out To Lunch!, Erica Dolphya
- Milt Jackson - Thelonious Monk's Criss Cross
- Jerry Tachoir - Jerry Tachoir Quartet i Jerry Tachoir and the Group Tachoir
- Jerry Tachoir - Jerry Tachoir/Van Manakas Duo - Improvised Thoughts
- Spyro Gyra - Morning Dance (uključujući i Davea Samuelsa)
- Mal Waldron- Into the Light (zajedno s Christianom Burchardom)

## Vanjske poveznice
- Proleksis enciklopedija Online: Vibrafon
- Ludwig - proizvođač vibrafona
- Yamaha YV3910 Vibrafon
- Službene stranice Garya Burtona  Arhivirana inačica izvorne stranice od 23. prosinca 2008. (Wayback Machine)